# Dunia Aku Punya
Dunia Aku Punya è il primo album in studio della cantante indonesiana Anggun, pubblicato nel 1986. Il disco è stato pubblicato quando l'artista aveva 12 anni.

## Tracce
1. Tegang
2. Sibuk
3. Dunia Aku Punya
4. Masa Remaja
5. Tik Tak Tik Tuk
6. Perdamaian
7. Tante Cerewet
8. Kawan Lama
9. Dari Seorang Wanita
10. Ganti-Gantian
11. Gadis Penari
12. Garudaku